# Tompy, el conejito de trapo
Tompy, el conejito de trapo es un especial  de Navidad de los payasos de la tele rodado en 1982, dirigido por Miliki y protagonizado por Gaby, Miliki, Fofito, Rody y Emilio Aragón.

## Sinopsis
Una niña del circo, Betina, no puede caminar y guarda reposo en una de las caravanas del circo desde que su madre murió en la feria, su único sueño es encontrar a Tompy, el conejito de trapo que le regaló su madre antes de fallecer, entonces Miliki y Fofito  deciden buscar a su conejito para que así no se sienta triste, al transportar un enorme espejo se les rompe y a través del espejo viajan a un mundo mágico dónde conocen a un conejo...

## Reparto
- Gabriel Aragón Bermúdez es Gaby / Rey Pezuñozón.
- Emilio Aragón Bermúdez es Miliki / Ayudante de mago.
- Alfonso Aragón Sac es Fofito / Ayudante de mago.
- Rodolfo Aragón Sac es Rody / Paje.
- Emilio Aragón Álvarez es Milikito / Tompy.
- Fernando Chinarro es doctor.
- José Espinosa es el Rey Caramelón.
- Pablo Martínez es el príncipe Turduque.
- Miguel de Grandy es el gato Jorgini.
- Carmen Pascual  es Betina / Princesa Gaza.

- Datos: Q21831237